# Platythelys peruviana
Platythelys peruviana är en orkidéart som beskrevs av Leslie Andrew Garay. Platythelys peruviana ingår i släktet Platythelys och familjen orkidéer.
Artens utbredningsområde är Peru. Inga underarter finns listade i Catalogue of Life.